# Bernard Lonergan
Bernard J. F. Lonergan, SJ (17. prosince 1904 – 26. listopadu 1984) byl kanadský jezuitský filozof a teolog. Přednášel na Papežské gregoriánské univerzitě a na Harvardově univerzitě. Autor mnoha děl, z nichž nejznámější jsou Insight: A Study of Human Understanding (1957) a Method in Theology (1972).